# Договор в Альмисре
Договор в Альмисре — третий мирный договор между короной Арагона и короной Кастилии, призванный определить границы их экспансии в Аль-Андалус, чтобы предотвратить столкновения между христианскими правителями. В частности, этим договором устанавливались границы королевства Валенсия. Король Хайме I Арагонский подписал договор 26 марта 1244 года, инфант Альфонс Кастильский, будущий король Альфонс X Мудрый, подписал его позднее. В договоре предусмотрено, что земли к югу от линии Биар-Бусот-Вильяхойоса переходят к Кастилии.
Это новое соглашение связано с продолжавшейся неспособностью обеих сторон придерживаться предыдущих договоренностей: договора в Тудилен (1151 год) и договора в Касорла (1179 год). Нарушения, допущенные обеими сторонами, заключались в следующем: Хайме I, воюя с маврами, занял Каудета, Вильена и Сакс в гавани Биар, принадлежавшие королевству Кастилии, а инфант Альфонс занял Хатива, принадлежавший короне Арагона.

## История
Первая запись о договоре в Альмисре появляется во второй главе хроники Хайме I Llibre dels feits («Книге фактов»), хотя текст договора не был опубликован до 1905 года. Копия договора в Альмисре была обнаружена священником Роке Чабасом в архивах Короны Арагона.
Договор был подписан в нынешнем муниципалитете Кампо-де-Мирра (Аликанте), где в 1977 году был установлен памятник в честь этого события, и каждый год 25 августа проводится костюмированное шествие, реконструирующее заключение договора.
Место было окончательно установлено в докладе от 8 июля 1926 года в Королевской академии истории, в подтверждение чему была приведена цитата:
«Достопочтенный Отец, в настоящее время город Кампо-де-Мира находится на месте старой деревни Альмисра (…) в краткой истории этого города есть наиважнейшее событие, здесь был подписан мир между Хайме I Арагонским и его сыном инфантом Альфонсом Кастильским, договор был подписан в замке Альмисра».
Глядя на расположение замков, отходивших по договору обеим сторонам, можно увидеть, что Кастилии отошли замки, которые находились на низменности, а Арагону, все в горной местности, и тем самым, Арагон мог контролировать доступ на территории, отходившие к Кастилии.
В 1296 году между Кастилией и Арагоном началась новая война. Король Хайме II Арагонский завоевал королевство Мурсии. Впоследствии, королевство было разделено на две части, и регионы Средний и Нижний Виналопо, Кампо-де-Аликанте и Коста-Бланка были включены в састав королевства Валенсии после подписания договоров в Торельяс (1304 год) и Эльче (1305 год).